# ブリ語 (インドネシア)
ブリ語（ブリご、Buli）とはインドネシアのハルマヘラ島で用いられているオーストロネシア系言語の一つである。

## 分類
ハルマヘラ島およびその周辺部にはブリ語を含めたオーストロネシア語が数種類存在する。Meillet & Cohen (1952) でインドネシア語派、Salzner (1960)で西ニューギニア語群に属するとされた言語には、ブリ語以外に以下のものが挙げられる。
- Wajamli（別名: Jawanli、Wayamli[1]）
- Maba（英語版）、Bitjoli（別名: Ingli）
- Patani（英語版）
- Sawai、Weda（別名: Were）
- Gani（別名: Gane、Giman（英語版）[1]）
- Makian（英語版）、Kajoa

近年WajamliとKajoaはそれぞれブリ語、東マキアン語の一方言として、Bitjoliとウェダ語はそれぞれマバ語、サワイ語の別名として、またギマン語と東マキアン語は南ハルマヘラ諸語下で上記の他言語とは独立したグループとして扱われる傾向にある。なお、ブリ語はこの言語群の中では最も早い段階にまとまった形の報告や記述がなされている。

## 音声

### 子音
[p]、[b]、[m]、[t]、[d]、[n]、[t͡ʃ]、[d͡ʒ]、[ɲ]、[k]、[ɡ]、[ŋ]、[f]、[h]、[s]、[r]、[l]、[w]、[y]の19種類が確認されている。

### 母音
[a]、[ə]、[e]、[i]、[o]、[u]の6種類であり、[ə]以外の五つには対応する長母音が存在する。

### パプア諸語からの影響
ブリ語で〈飲む〉に該当する語domに対応するマレー・ポリネシア祖語の再構形は*(❛i-)numで、*n > dという推移があるという事になる。しかし通常*nに対応するのはnであり、こうした変化は例外的なものである。この現象はガレラ語のudoやロロダ語のudomoといった近隣のパプア諸語からの影響により引き起こされたものと見ることが可能である。

## 文法

### 代名詞
所有代名詞は所有の対象が
1. 親族や大半の身体部位
2. 物や道具
3. 飲食物やタバコ、眉（毛）

のいずれによるかで形態が変化する。
|                    | 1.                  | 2.             | 3.             |
| ------------------ | ------------------- | -------------- | -------------- |
| 一人称単数〈私の〉 | ya-被所有者（物）-k | yanik 被所有物 | yanak 被所有物 |
| 二人称単数〈君の〉 | ❛a-被所有者（物）-m | ❛anim 被所有物 | ❛anam 被所有物 |
| 三人称単数〈彼の〉 | ❛i-被所有者（物）   | ❛ini 被所有物  | ❛ina 被所有物  |

こうした特徴は一見するとフィジー語やキリウィナ語、ナウル語といったいわゆるメラネシア語と似通っている様にも思われる。しかし上表の2.と3.に見られる様な-ni(-)、-na(-)という属格指示辞の存在はむしろポリネシア語的な特徴であり、メラネシア語には見られないものである。崎山理はこの要素を根拠の一つとして、ブリ語は本来はポリネシア語的な言語であり、やがてマレー系言語との度重なる接触により変容していったものであるという仮説を唱えている。

## 語彙

### 借用語
naga 〈龍〉（< nāga- 〈蛇〉）やrupa 〈姿〉（< rūpa-）といったサンスクリットやwaktu（< وقت）といったアラビア語起源の語彙が存在するが、これはインドネシア語（マレー語）を経由して伝わったものであると推定される。またkastəra〈とうもろこし〉、sintu 〈帯〉、tənda 〈店〉、❛oras 〈時間〉といったスペイン語やポルトガル語からの借用語も存在する。

## 関連書籍
- Maan, G. (1951). Proeve van een Bulische spraakkunst. (Verhandelingen van het Koninklijk Instituut voor Taal, Land en Volkenkunde, 10.) The Hague: M. Nijhoff.
- Meillet, A & M. Cohen (1952). Les langues du monde. Paris.
- Salzner, R. (1960). Sprachenatlas des indopazifischen Raumes. Wiesbaden.